# Alessandra di Pomerania-Stolp
Alessandra di Pomerania-Stolp (1437 – 17 ottobre 1451) è stata una principessa di Pomerania.
Era figlia del duca Boghislao IX di Pomerania-Stolp e di sua moglie Maria di Masovia. L'unica sua sorella a raggiungere l'età adulta fu Sofia, che sposò il duca Eric II di Pomerania-Wolgast. Il suo nome è conosciuto grazie ad una nota del 1451 della certosa di Darłowo. Venne promessa in sposa ad Alberto Achille III, margravio e principe elettore di Brandeburgo, ed avrebbe dovuto sposarlo nel luglio del 1446. Ma, per ragioni sconosciute, il fidanzamento venne rotto. Alessandra morì vittima della peste, che poi si diffuse in Pomerania, rendendo in tal modo la sorella erede unica dell'eredità del congiunto Erik di Pomerania.